# Clemente Mastella

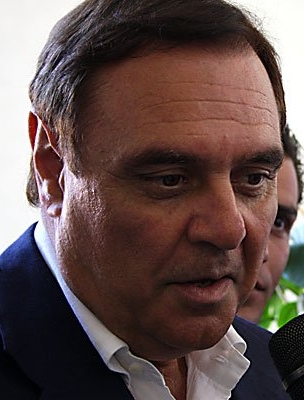
Clemente Mastella.

Mario Clemente Mastella (Ceppaloni, Benevento, 5 de febrero de 1947) es un político italiano, fundador y secretario nacional de los Populares-UDEUR, partido político centrista y democristiano que formaba parte de L'Unione, la coalición de centro-izquierda. Ocupó los cargos de ministro de Justicia desde el 17 de mayo de 2006 hasta el 16 de enero de 2008 y también de alcalde de su pueblo natal. Dimitió del puesto de ministro tras conocerse que estaba siendo investigado, junto con su esposa y varios miembros de su partido, por un escándalo ligado a la sanidad en la región de Campania.
Ha formado parte de los siguientes partidos: Democracia Cristiana, Centro Cristiano Democrático, Cristianos Democráticos por la República y Unión Democrática por la República.

## Biografía
Licenciado en Filosofía, trabajó de periodista. Después de un largo paso por la Democracia Cristiana, funda en 1994 el Centro Cristiano Democrático del cual fue presidente, compartiendo el liderazgo con Pier Ferdinando Casini.
Aliándose con el Polo de las Libertades, tras la victoria de éste en las elecciones de 1994, se convierte en Ministro de Trabajo. Cuatro años después protagoniza una escisión en el CCD, fundando Cristianos Democráticos por la República que se unió a Cristianos Democráticos Unidos para formar un grupo único en el Parlamento. Ese mismo año el partido confluiría junto a otros grupos en la Unión Democrática por la República, siendo Mastella el secretario nacional. Sin embargo, el partido se disuelve rápidamente, y Mastella crea un nuevo grupo, UDEUR (Unión Democráticos por Europa).
Fue diputado en la Cámara ininterrumpidamente desde 1976 hasta 2006. Mastella se presentó a las elecciones primarias en L'Unione para elegir un candidato presidencial para las elecciones de 2006. Las primarias se celebraron el 15 de octubre de 2005 y en ellas, Mastella quedó tercero con el 4,6% de los votos. Quedó por detrás del ganador Romano Prodi y de Fausto Bertinotti.
Desde las elecciones del 2006 fue senador.

## Crisis de 2008
Al dimitir de su puesto de ministro tras conocerse que estaba siendo investigado, junto con su esposa y varios miembros de su partido, por un escándalo sobre la sanidad en la región de Campania, prometió su apoyo al gobierno de Prodi. 
El 21 de enero Mastella dijo que su partido retiraba su apoyo a Prodi, con lo que el gobierno perdía su mayoría en el senado. En el voto de confianza del gobierno de Prodi, éste perdió en el senado, con lo que se convocaron nuevas elecciones.
Una de las razones dadas por Mastella fue la decisión del Tribunal Constitucional Italiano que confirmaba el refendum para modificar la ley electoral, que haría más difícil para partidos pequeños como el UDEUR conseguir representación parlamentaria.

## Elecciones de 2008
Después de haber intentando infructuosamente aliarse con diferentes partidos, como el Pueblo de la Libertad de Berlusconi, que rechazó sus propuestas, finalmente anunció que su partido no se presentaría a las elecciones.